# Huì od Chua
Kralj Huì od Chua (楚惠王, Chŭ Huì Wáng) postumno je ime jednog kralja drevne kineske države Chua.
Rođen je kao princ Zhāng (章), sin kralja Zhaoa od Chua i njegove žene, gospe od Yuea. Naslijedio je svog oca.
U 10. godini njegove vladavine vojvoda Baija je ubio premijera Zixija [Ciši] i vojnog zapovjednika Ziqija [Cići] te je oteo Huija.
Vojvoda Yea je vratio svog rođaka Huija na vlast, a vojvoda Baija je počinio samoubojstvo.
Huija je naslijedio njegov sin Zhòng, koji je znan kao kralj Jiǎn.